# 鄭在順
鄭在順（1947年3月15日—），韓國女演員，常見錯譯為鄭再順。

## 演出作品

### 電視劇

#### 1960年代
- 1969年：TBC《達邦郭勒專輯》

#### 1970年代
- 1972年：TBC《秘密》
- 1976年：TBC《千人命》
- 1979年：TBC《光環》
- 1979年：TBC《花盆》

#### 1980年代
- 1982年：KBS1《金玉國的女兒們》
- 1982年：KBS1《三諾爾》
- 1982年：KBS1《普通人》
- 1983年：KBS1《高中生日記》
- 1984年：KBS2《家庭》
- 1986年：KBS2《銀色急流》
- 1986年：KBS2《我的心像星星》
- 1987年：KBS1《三玉花》
- 1988年：KBS1《韓家編年史》
- 1988年：KBS1《沉清殿》
- 1989年：KBS2《愛的戒指》飾演 高英國的姐姐

#### 1990年代
- 1990年：KBS1《銅環》
- 1990年：KBS2《尋找迷霧》
- 1990年：MBC《背叛的玫瑰》飾演 明愛
- 1991年：KBS《人和婦女》
- 1991年：KBS2《電視孫子的戰爭》飾演 吳章洙的妻子
- 1991年：KBS2《像蠟燭一樣燃燒》
- 1991年：SBS《女四十五》
- 1993年：KBS1《德國花》
- 1993年：KBS2《喜怒哀樂》
- 1993年：KBS2《擺桌子的女人》
- 1994年：KBS2《五月的旅行》
- 1994年：SBS《告別》飾演 吳在玉
- 1994年：SBS《愛的香氣》
- 1995年：KBS2《張綠秀》飾演 朴相功
- 1995年：KBS2《風之子》飾演 權勝的母親
- 1995年：SBS《韓國之門》飾演 敏夫人
- 1996年：KBS2《顏色 - 藍色》
- 1996年：KBS2《遙遠的國家》飾演 Canal Mo
- 1996年：MBC《結冰》飾演 尹燦模
- 1996年：MBC《如果我愛你》飾演 高果娜
- 1996年：SBS《母親的旗幟》飾演 Seung-Jun-Mo
- 1998年：KBS2《單相思》
- 1998年：SBS《風之歌》飾演 Lady Shin
- 1999年：KBS2《你愛嗎？》飾演 李惠子
- 1999年：KBS2《學校2》...飾演鄭妍模
- 1999年：MBC《美智子》
- 1999年：MBC《我愛你》
- 1999年：SBS《青春陷阱》飾演 尹熙阿姨
- 1999年：SBS《女王》飾演 承模
- 1999年：SBS《正在戀愛》飾演 徐美利

#### 2000年代
- 2000年：MBC《真實》飾演 Hyun-Woo Mo
- 2000年：MBC《歐巴桑》飾演 申惠蘭
- 2000年：SBS《好人》飾演 Na An-sim
- 2001年：KBS1《我們是男人嗎》飾演 Seong Min-ja
- 2001年：SBS《狂暴的女人》飾演 宇鎮模
- 2002年：KBS1《下一個喜歡你》飾演 開城德（洪淑子）
- 2002年：KBS2《誰是我的愛》飾演 南秀
- 2002年：MBC《告白》飾演 姜夫人
- 2003年：KBS2《手套》飾演 鄭玉
- 2003年：SBS《窈窕淑女》飾演 白雪花
- 2003年：SBS《Perfect Love》飾演 蘇正模
- 2004年：KBS2《饒恕》飾演 金順福
- 2004年：KBS2《我的父母全相書》飾演 昌洙的姑姑
- 2004年：MBC《十二月的熱帶之夜》飾演 智慧之母
- 2004年：SBS《遠足的女人》飾演 趙太太
- 2004年：SBS《妻子的叛亂》
- 2005年：KBS2《加油！貧窮男》
- 2005年：KBS2《再見悲傷》飾演 尹珍熙
- 2006年：SBS《回來吧順愛》飾演 呂明子
- 2006年：SBS《甜蜜的媽媽》飾演 繼母
- 2006年：SBS《愛情與野望》飾演 慧迎的姑姑惠珠
- 2007年：KBS《幸福的女人》
- 2007年：KBS1《比天高比地厚》飾演 李順任
- 2007年：SBS《錢的戰爭》...飾演 李京子
- 2008年：KBS2《戲劇之城-只有你不知道的秘密》飾演 尹惠淑
- 2008年：KBS《媽媽發怒了》飾演 鐘源母
- 2008年：KBS2《單身爸爸戀愛中》飾演 李華順
- 2008年：KBS2《我的媽媽好色》飾演 Jong-Won Mo
- 2008年：KBS《愛子的姐姐敏子》飾演 樸福女
- 2008年：KBS《傳說的故鄉》
- 2008年：SBS《玻璃之城》飾演 尹仁淑
- 2009年：KBS1《回家的路》飾演 張允珠
- 2009年：KBS2《張花紅蓮》飾演 泰允的姑姑
- 2009年：KBS《幸福的背後》
- 2009年：KBS《慶順，慶順的爸爸》飾演 慶順祖母

#### 2010年代
- 2010年：SBS《三姊妹》飾演 張長愛
- 2010年：SBS《鄰居冤家》飾演 李善玉
- 2011年：MBC《千次的吻》飾演 廉靜順
- 2011年：MBC《幸福，像今天一樣》飾演 李玉子
- 2012年：KBS1《大王之夢》飾演 思道王后
- 2012年：KBS1《加油，金先生！》飾演 吳賞枝
- 2012年：KBS2《嗚啦啦夫婦》飾演 朴奉淑
- 2012年：SBS《家族相片》飾演 Rem Seon-seon
- 2013年：MBC《愛能給別人嗎》飾演 殷熙慈
- 2014年：KBS2《Hi! School - Love On》飾演 孔末淑
- 2014年：MBC《媽媽》飾演 朴南順
- 2015年：KBS2《青鳥之家》飾演 李真怡
- 2016年：KBS2《女人的秘密》飾演 銀美熙
- 2016年：SBS《對，就是那樣》飾演 河明蘭
- 2018年：KBS2《我唯一的守護者》飾演 朴錦丙

#### 2020年代
- 2020年：JTBC《夫妻的世界》飾演 裴正心
- 2020年：KBS2《Oh！三光公寓！》飾演 李春錫
- 2022年：KBS2《三兄妹要勇敢》飾演 崔萬順
- 2024年：KBS《美女與純情男》飾演 孔大淑

### 電影
- 1970年：《女子戰場》
- 1970年：《深夜來客》
- 1973年：《夜航》
- 1983年：《二十一備忘錄》
- 1984年：《食肉動物》
- 1986年：《秋天的玫瑰》
- 1987年：《地獄之戒》
- 1987年：《冰海... 飾演 Mrs. Choi》
- 1988年：《美里瑪麗烏里多里》
- 1988年：《南洞》
- 1990年：《是啊，偶爾看看天空吧》
- 1990年：《發現我們班從倒數第一名》
- 1992年：《我想活到二十歲》
- 1992年：《天涯之香》

### 綜藝節目
- 1991年：《測驗探索神秘世界》 - 與楊雲姬一起出現
- 2003年：《家庭遊樂廳》
- 2019年：《一起快樂》

### 廣告
- 1981年：首爾牛奶
- 1985年：Hanil 合成纖維瑪雅* Haniron 毯子 (feat. Yeo Woon-gye)
- 1987年：Seshin Ind. Seshin Pro 廚師鍋
- 1989年：韓德奧斯卡 (Feat. Jeon Yang-ja)
- 1994年：大宇電子大宇超短錄像機“Just Once”（與兒子金南勇）

## 獎項
- 1988年：韓國漢城奧運會全國水彩比賽冠軍
- 1990年：莫古協會指導展提名

## 經歷
- 韓國女性水彩畫家協會會員
- TBC第八期招聘人才

## 外部連結
- NAVER （页面存档备份，存于）